# 穆羅群島
穆羅群島（英語：Moureaux Islands），是南極洲的群島，位於葛拉漢地西岸的丹科海岸，處於佩爾唐角西北面2.5英里，由比利時探險隊繪入地圖和命名，現時由南極條約體系管理。